# Kaaper

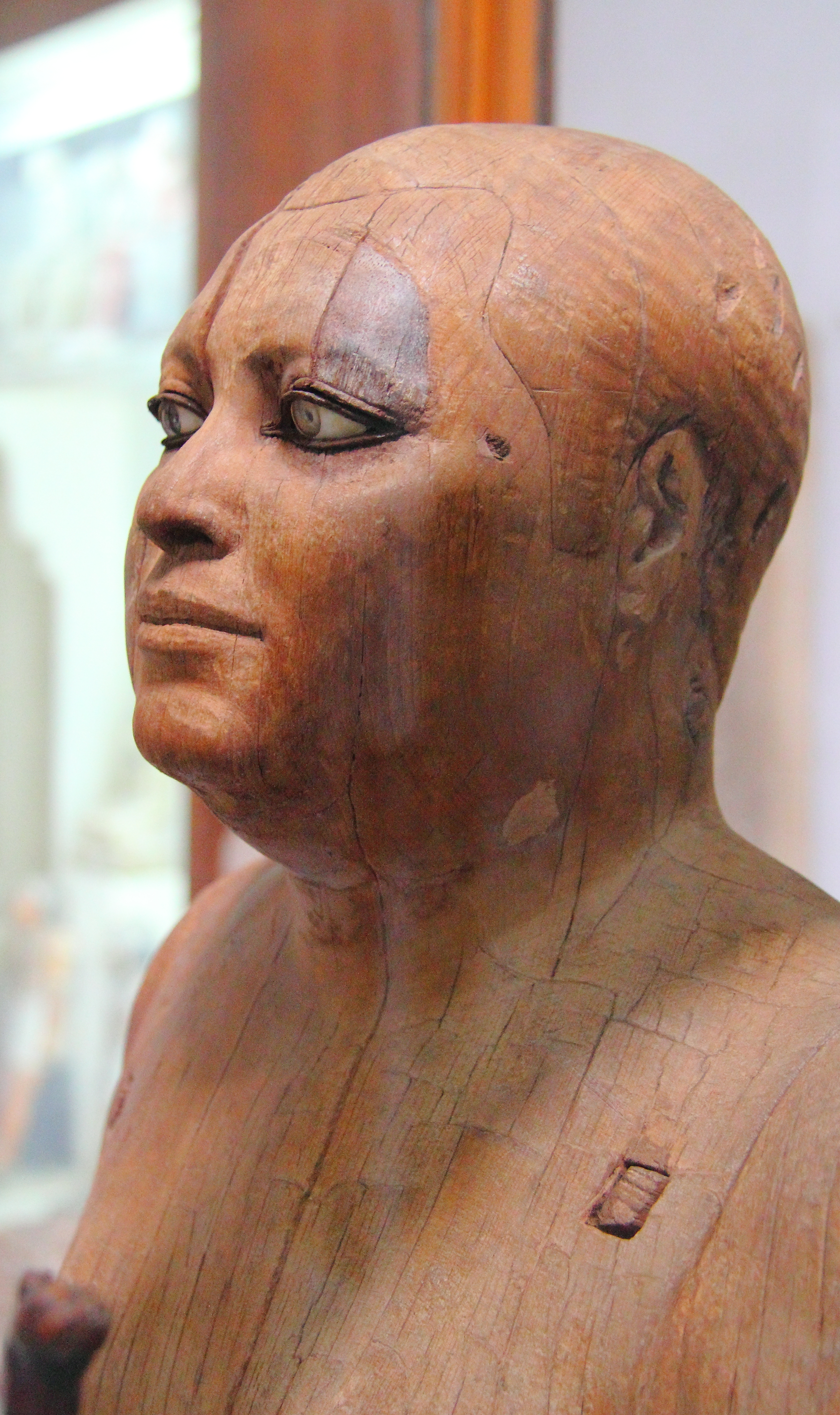
Imatge de l'estàtua de Ka-aper, Cheik-El-Beled, al Museu Egipci del Caire.

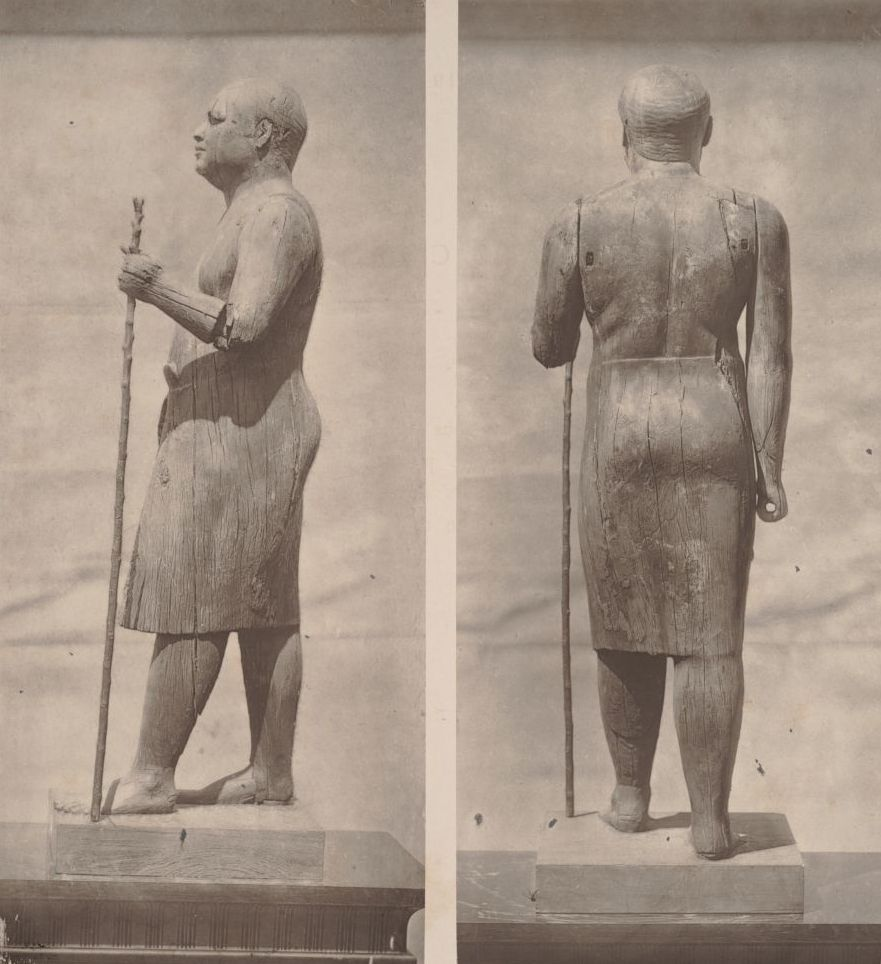
Antiga imatge de Ka-aper «L'alcalde del poble».

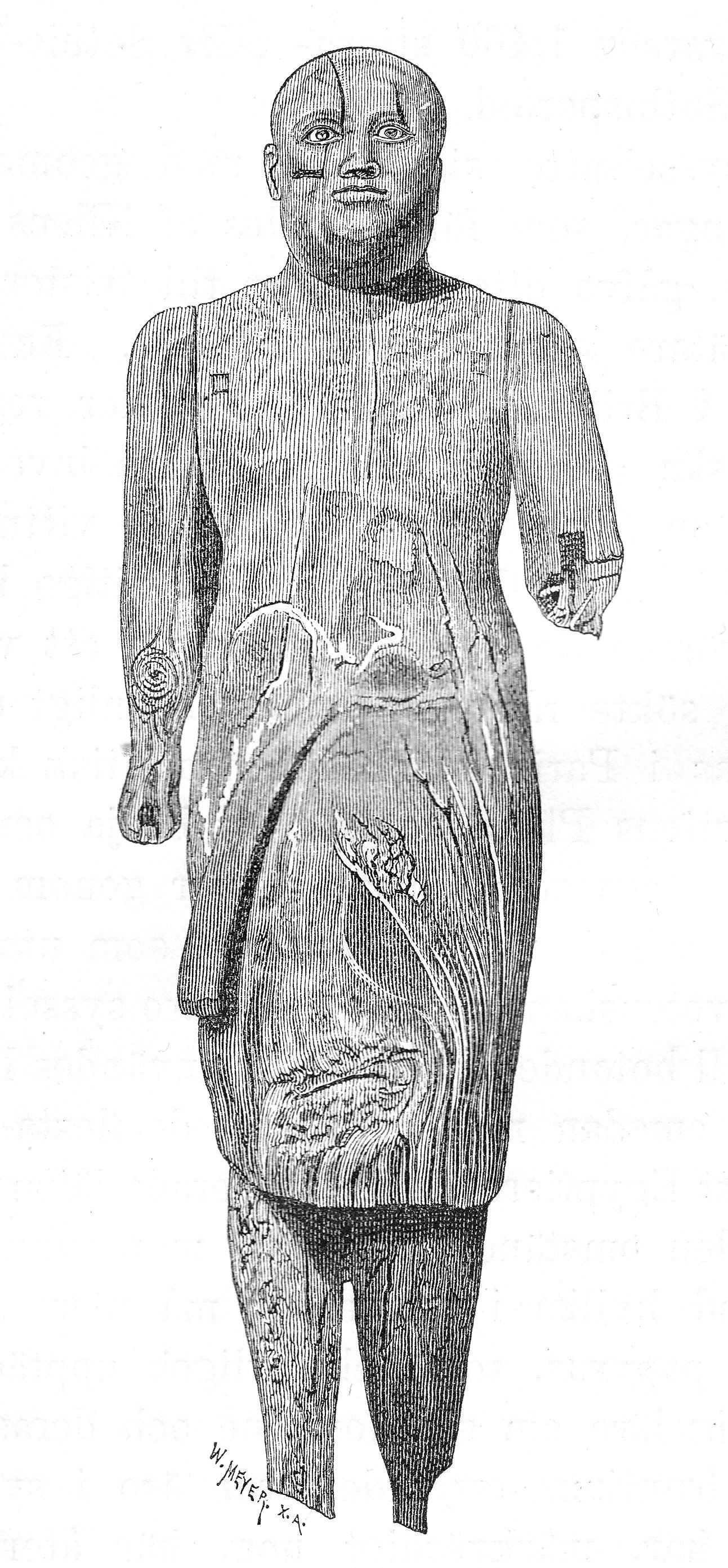
Imatge de Ka-aper abans de la seva restauració.

Kaaper o Ka’aper, conegut també com l'alcalde del poble, és una escultura en fusta del noble egipci Ka-aper, que va ser tallada en època de l'Imperi Antic d'Egipte, a la fi de la IV dinastia o principis de la V dinastia.

## Troballa i història
L'estàtua va ser trobada l'any 1860, durant les excavacions dutes a terme per Auguste Mariette - (1821-1881), egiptòleg francès nascut l'11 de febrer de 1821 a Boulogne-sud-Mer, a la mastaba de Ka-aper, (36 o "Saqqara C8"), situada al nord de Saqqara, necròpoli principal de la ciutat de Memfis, en la ribera occidental del Nil, situada a uns trenta quilòmetres del Caire i a 17 de la ciutat de Guiza. Està al nord de la Piràmide esglaonada de Djoser (Djoser).
Durant l'excavació, els excavadors egipcis van desenterrar l'estàtua i, aparentment impressionats pel seu excepcional realisme, el van anomenar Cheik-El-Beled (àrab que significa «l'alcalde del poble») probablement a causa d'una certa semblança entre l'estàtua i el seu cap local.

## Figura històrica
L'estàtua representa a Kaaper, un noble egipci que va ser "Cap dels sacerdots lectors" i governador del Baix Egipte, sacerdot i escriba que va viure entre la IV Dinastia i principis de la V Dinastia (al voltant de l'any 2500 a. C.). A pesar que el seu rang no era dels superiors en la societat egípcia, és molt conegut gràcies a aquesta estàtua de fusta.
Se sap poc de la vida de Kaaper; els seus títols van ser sacerdot lector (Kher-heb) i escriba de l'exèrcit del rei, aquest últim possiblement relacionat amb algunes campanyes militars a Palestina.

## Conservació
- La figura s'exhibeix de forma permanent al Museu Egipci del Caire, CG 34.

## Característiques
- Estil: Art egipci.
- Material: fusta de sicòmor, coure, alabastre, cristall de roca i obsidiana.
- Altura: 112 centímetres.

Representa al corpulent Kaaper mentre camina amb un bàcul. El rostre de l'estàtua, rodó, calmat, és gairebé realista gràcies als ulls, que es van fer usant quars i petites plaques de coure; sovint se cita com a exemple del notable nivell d'habilitat artística aconseguit a la fi de la IV dinastia.
De la mateixa mastaba també procedeix una estàtua de fusta d'una dona, habitualment considerada com l'esposa de Kaaper (CG 33).